# Schuitengat
Het Schuitengat is een geul in de Waddenzee ten zuiden van Terschelling.
Het Schuitengat begint ten oosten van de Vliestroom en aan de noordzijde van Jacobsruggen, vervolgens zuidelijk langs Noordsvaarder en West Terschelling en eindigt bij Doodemanshoek. Het Schuitengat maakt het mogelijk dat relatief grote schepen met niet al te grote diepgang de haven van West Terschelling kunnen bereiken. Het veer tussen Harlingen en Terschelling maakt gebruik van deze geul. Schepen met een grotere diepgang moeten omvaren via het Meepcomplex en Slenk.
De diepte van het Schuitengat wisselt sterk. De Rijkswaterstaat houdt de ondiepste plekken bij. In 2012 was het ondiepste punt 10 decimeter bij NAP, in 2016 was de doorvaart bij hoogwater weer mogelijk en in 2017 was de vaardiepte alweer 2.7m t.o.v. NAP.

## Incidenten
In de ochtend van 21 oktober 2022 vielen er bij het Schuitengat meerdere doden toen snelboot Tiger in aanvaring kwam met een watertaxi.